# Distretto di Çukurova
Il distretto di Çukurova (in turco: Çukurova ilçesi) è un distretto della Turchia nella provincia di Adana con 340.473 abitanti (dato 2012)
Il distretto costituisce la parte settentrionale del nucleo urbano di Adana.

## Geografia antropica

### Suddivisioni amministrative
Il distretto è suddiviso in un comune (Belediye) e 11 villaggi (Köy)